# Raymond Salgues
Pour les articles homonymes, voir Salgues (homonymie).
Raymond Salgues est un homme politique français né le 3 juin 1794 à Mareillac (Lot) et décédé le 10 mars 1884 à Figeac (Lot).
Opposant à la Restauration, il est sous-préfet de Figeac de 1831 à 1841 et député du Lot de 1842 à 1848, siégeant avec les indépendants.

## Sources
- « Raymond Salgues », dans Adolphe Robert et Gaston Cougny, Dictionnaire des parlementaires français, Edgar Bourloton, 1889-1891 [détail de l’édition]